# کنادبک
کَنادبَک یا کنارا یکی از نجیب‌زادگان ایرانی و کنارنگ ابرشهر در زمان حکومت شاهنشاه خسرو پرویز ساسانی (ح. ۵۹۰–۶۲۸) و شاهان پس از او تا یزدگرد سوم (ح. ۶۳۲–۶۵۱) بود. شهریار فرزند او در روز دوم نبرد قادسیه کشته شد.
اولین بار در سال ۶۲۸ میلادی از کنادبک به عنوان یکی از توطئه‌گران در سرنگونی خسرو پرویز یاد شده است. پس از سرنگونی خسرو پرویز، پسرش شیرویه (کواذ دوم) به عنوان شاهنشاه ساسانی تاج گذاری کرد. سه روز بعد، شیرویه به مهرهرمزد دستور داد تا خسروپرویز را بکشد. در سال ۶۳۲ میلادی، پس از یک دوره آشوب و شورش، یزدگرد سوم به عنوان پادشاه ساسانی در اسطخر تاج‌گذاری کرد. یک سال بعد، اعراب به ایران حمله کردند و تا سال ۶۳۶ میلادی در القادسیه، شهری نزدیک به تیسپون (پایتخت ساسانیان) اردو زدند.
سپس رستم فرخزاد اسپهبد ساسانیان، ضدحمله ای را ترتیب داد و سپاهی را گرد آورد که شامل  پارسیگ‌ها به رهبری پیروزخسرو، بهمن جادویه و هرمزان ؛ پهلوی‌ها به سپه‌سالاری خودش و مهران رازی ؛ و گروهی از ارمنیان به رهبری جالینوس و موشغ سوم مامیکونیان می‌شد . کنادبک و پسرش شهریار نیز در این سپاه حضور داشتند.  در جریان نبرد، سپاه ساسانی شکست خورد و شهریار به همراه موشغ، بهمن، جالینوس و رستم کشته شدند.
كنادبك سپس به قلمرو خود در ابرشهر گريخت و بعدها در سال ۶۵۲ میلادی كه عبدالله بن عامر به خراسان حمله كرد ، با او پيمان بست و پذیرفت که باج به اعراب بپردازد، در حالی که همچنان حکومت قلمرو خود در طوس را داشته باشد. با این حال، کارنیان نیشاپور در زمان برزین شاه و سوار کارن، هم کنادبک و هم عبدالله را مورد تهدید قرار می‌دادند و قلمروی خراسان را که زمانی تحت فرمان آنها بود، پس گرفتند. کنادبک با وعده بازستاندن قلمرو از دست رفته خود ، موافقت کرد که با عبدالله در تصرف نیشابور از دست کارنی‌ها همکاری کند. عبدالله و کنادبک حمله به نواحی نیشابور را آغاز کردند و برای تصرف شهر جنگ سختی درگرفت.
سپس سوارکارن کوشید با عبدالله صلح کند و به او گفت که اگر امان بدهد درهای نیشابور را باز خواهد کرد. عبدالله پذیرفت، اما چون درها گشوده شد، با لشکر خود وارد دروازه شد و شروع به تاراج شهر و کشتار مردمان کرد، تا اینکه کنادبک به او گفت: «ای امیر، هرگاه پیروز شدی،[فضیلت] آمرزش بالاتر از انتقام و قصاص است.».عبدالله سپس به گفته دومی عمل کرد و شهر را به قلمرو کنادبک بازگرداند. پس از آن چه اتفاقی برای کنادبک افتاد ،آشکار نیست. گفته می‌شود که ابومنصور معمری،از بزرگان ایرانی قرن دهم میلادی، از نسل کنادبک است.